# Senecio lycopodioides
Senecio lycopodioides là một loài thực vật có hoa trong họ Cúc. Loài này được Schltr. miêu tả khoa học đầu tiên.